# وارونیس سیستمز
وارونیس سیستمز (انگلیسی: Varonis Systems) شرکت نرم‌افزار آمریکایی است، که در سال ۲۰۰۵ توسط یاکی فیتلسون و اوهاد کورکوس تأسیس شد.